# 佐藤峻吉
佐藤 峻吉（さとう しゅんきち、1903年〈明治36年〉1月16日 - 1991年（平成3年）2月20日）は、京都府京都市出身の郷土史家。

## 経歴

### 青年期

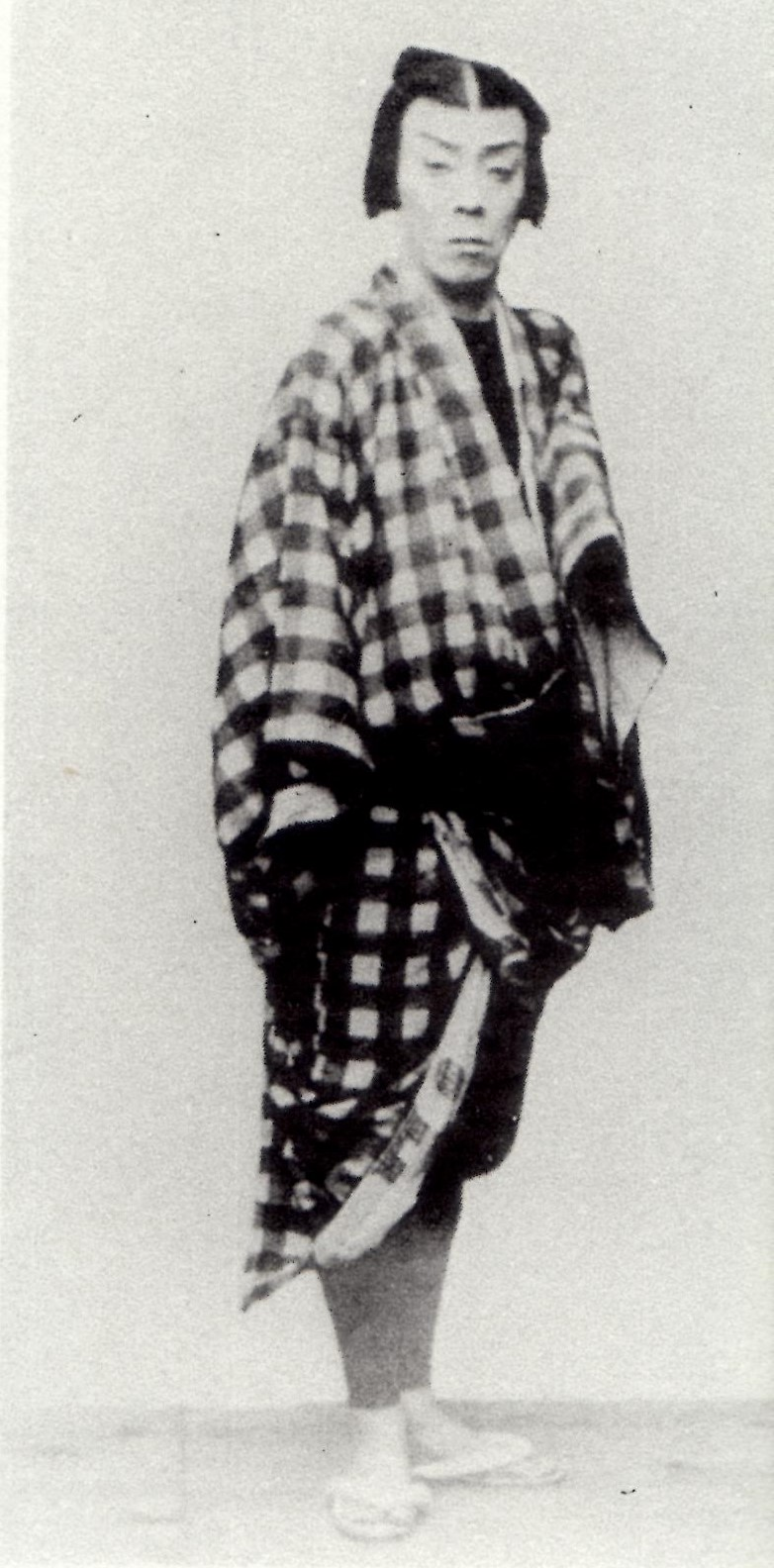
養父の五代目坂東蓑助

1903年（明治36年）1月16日、京都市の木村家に5人兄弟の3番目として生まれ、2歳だった1905年（明治38年）、歌舞伎役者である五代目坂東蓑助の養子となった。1913年（大正2年）に大阪・道頓堀の中座で初舞台を踏むも、病弱だったことから歌舞伎役者にはならなかった。病気のために学校にもほとんど通っていないが、その代わりに読書を好んでおり、後に自身のことを「紙魚庵」と称している。

### 蒐集や郷土史研究

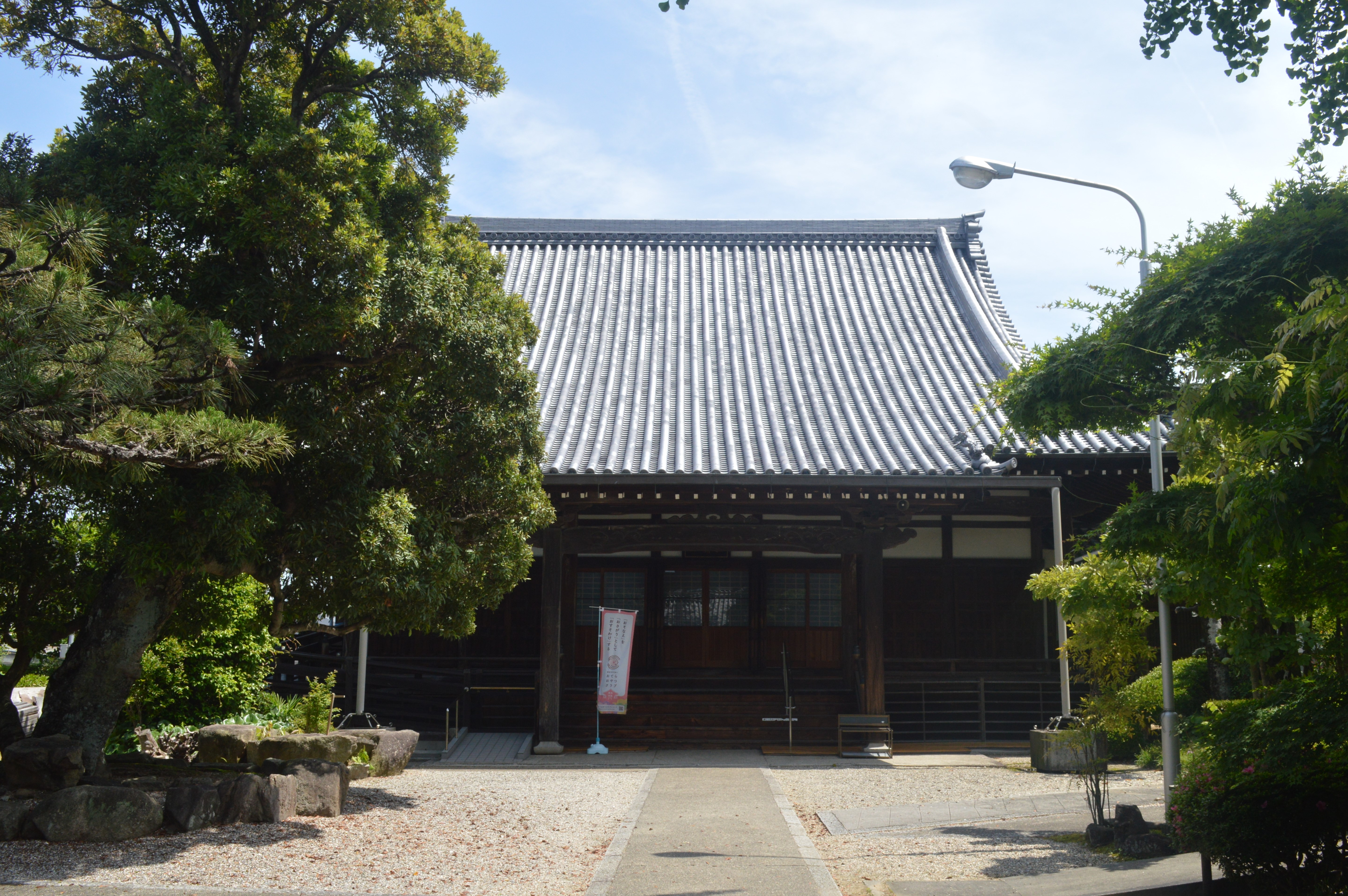
晩年に隣接地で暮らした泉正寺

まず印刷工場に勤務し、1922年（大正11年）に印刷文化展覧会を見学したことを契機として出版物に興味を持つようになった。その後は京都市役所、京都電燈（現・関西電力）などに勤務し、個人的に印刷史・書誌学・風俗史などの研究を行った。
祖母（五代目坂東蓑助の母）の生家は愛知県刈谷市東境町の泉正寺であり、佐藤は1961年（昭和36年）から泉正寺の隣接地に居住した。刈谷市では刈谷市郷土文化研究会に所属して郷土史の調査研究を行い、泉正寺に伝わる資料の調査も行っている。1972年（昭和47年）から1977年（昭和52年）には刈谷市文化財保護委員も務めた。1991年（平成3年）2月20日に死去した。

## 蔵書
蔵書は名古屋市博物館（「佐藤峻吉氏寄贈資料」）、刈谷市中央図書館（「佐藤コレクション」）、刈谷市郷土資料館、知立市歴史民俗資料館、御園座演劇図書館などに寄贈した。また、海龍王寺の古境内図を京都国立博物館に寄贈したことで紺綬褒章を受章している。
1978年（昭和53年）から1982年（昭和57年）にかけて、刈谷市立刈谷図書館では9回に渡って「佐藤コレクション展」が開催された。2021年4月から6月にかけて、刈谷市歴史博物館で企画展「 佐藤コレクションの魅力」が開催された。

## 著作など

### 単著
- 佐藤峻吉『東境に伝わる昔話』佐藤峻吉、1976年[2][1]
- 佐藤峻吉『西境の昔話』佐藤峻吉、1978年[2][1]
- 佐藤峻吉『井ヶ谷の昔話』佐藤峻吉、1981年[2][1]

### 雑誌論文
- 佐藤峻吉「玩具絵の話 刈谷市立図書館所蔵の民俗版画から」『かりや』刈谷市郷土文化研究会、創刊号、1979年
- 佐藤峻吉「昔話」『かりや』刈谷市郷土文化研究会、2号、1980年
- 佐藤峻吉「西境村と鷲塚（大浜）騒動」『かりや』刈谷市郷土文化研究会、3号、1981年
- 佐藤峻吉「佐藤コレクションと瓦版」『かりや』刈谷市郷土文化研究会、4号、1982年
- 佐藤峻吉「天誅組遺聞」『かりや』刈谷市郷土文化研究会、5号、1983年
- 佐藤峻吉「刈北旧話 東境村の蔵米切手と助郷札」『かりや』刈谷市郷土文化研究会、6号、1984年
- 佐藤峻吉「刈北旧話 東境村民規約書」『かりや』刈谷市郷土文化研究会、7号、1985年